# Kościół św. Michała w Klużu-Napoce
Kościół św. Michała – rzymskokatolicka świątynia w rumuńskim mieście Kluż-Napoka. Drugi co do wielkości gotycki kościół w Rumunii (po czarnym kościele w Braszowie).

## Historia
Budowę kościoła rozpoczęto w 1316 roku, za panowania Karola Roberta Andegaweńskiego. Mieszkańcom miasta przysługiwało wiele swobód, m.in. wybór kapłanów. Budowę ukończono w 1444. Od 1511 do 1543 trwała budowa kościelnej wieży, która jednak spłonęła w 1697, odbudowano ją w stylu barokowym. W latach 1545–1558 roku należał do luteran, od 1558 do 1566 roku kalwiński, do 1716 roku unitarny, kiedy przeszedł ponownie w ręce katolików. W latach 1725–1759 zainstalowano pięć barokowych ołtarzy bocznych, do dzisiejszych czasów przetrwały z nich jedynie dwa. W 1753 roku Johannes Hahn wzniósł kościelne organy. W 1763 roku, po trzęsieniu ziemi, postanowiono zburzyć uszkodzoną wieżę i zbudować nową, neogotycką konstrukcję. Podczas renowacji w latach 1957-1960 odkryto malowidła z XIV i XV wieku.

## Architektura
Świątynia gotycka (z nielicznymi elementami barokowymi), trójnawowa, posiada układ halowy. Neogotycka wieża jest wysoka na 80 metrów.

## Galeria

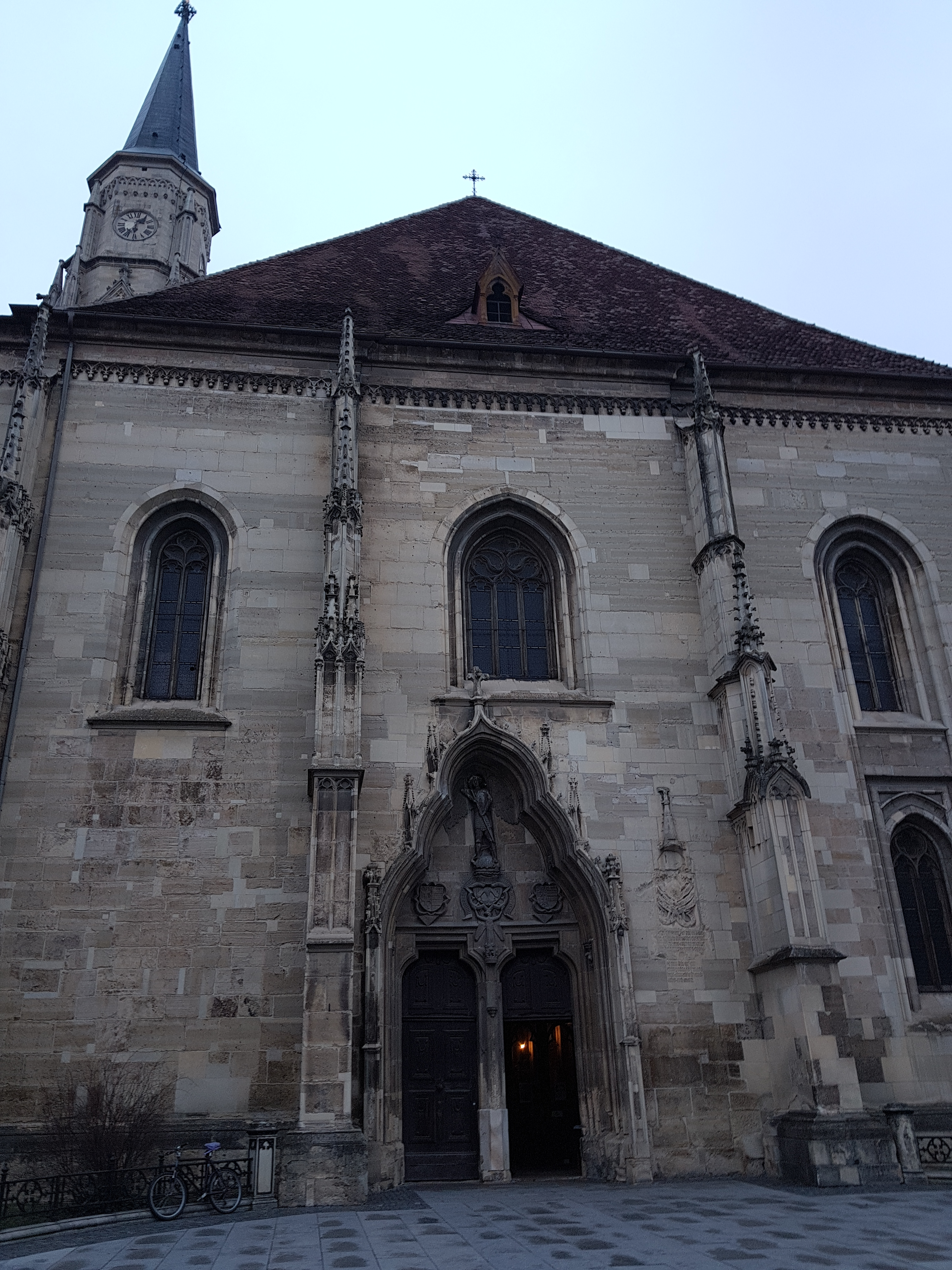
Fasada
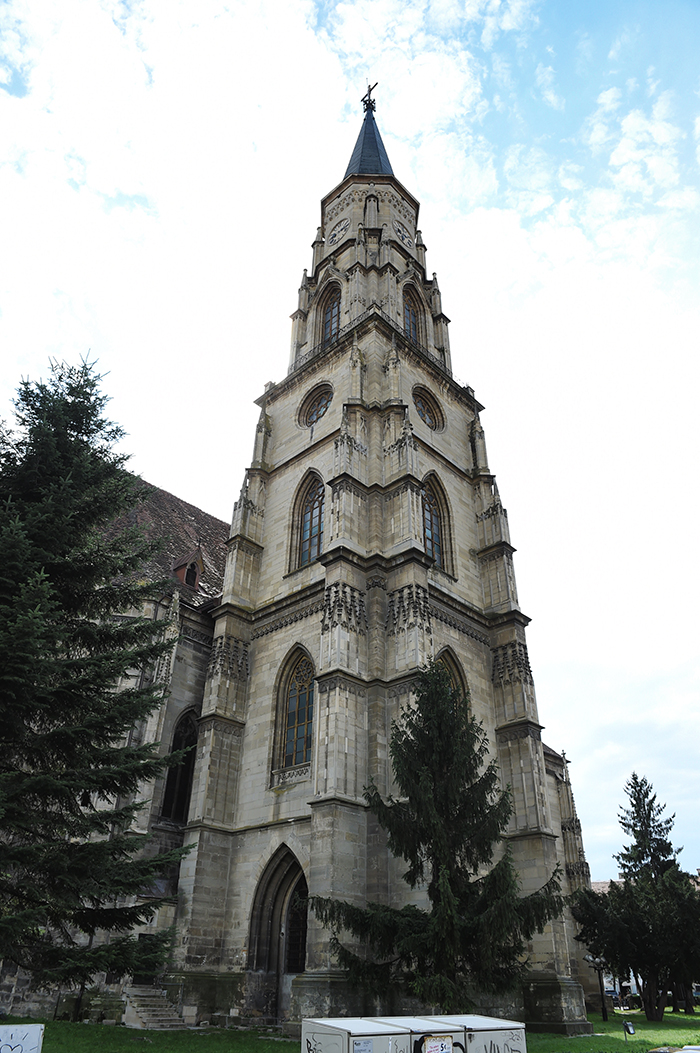
Wieża
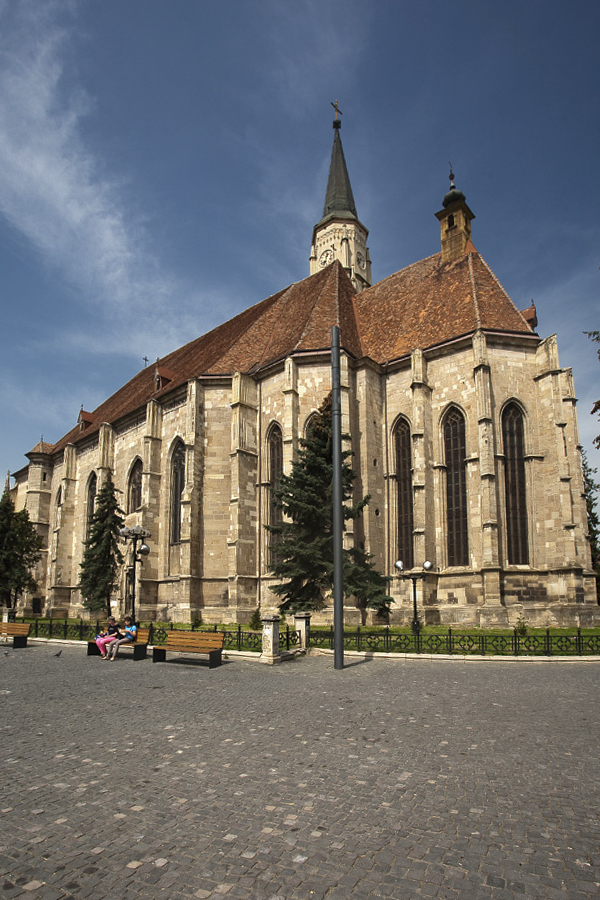
Widok z południowego zachodu
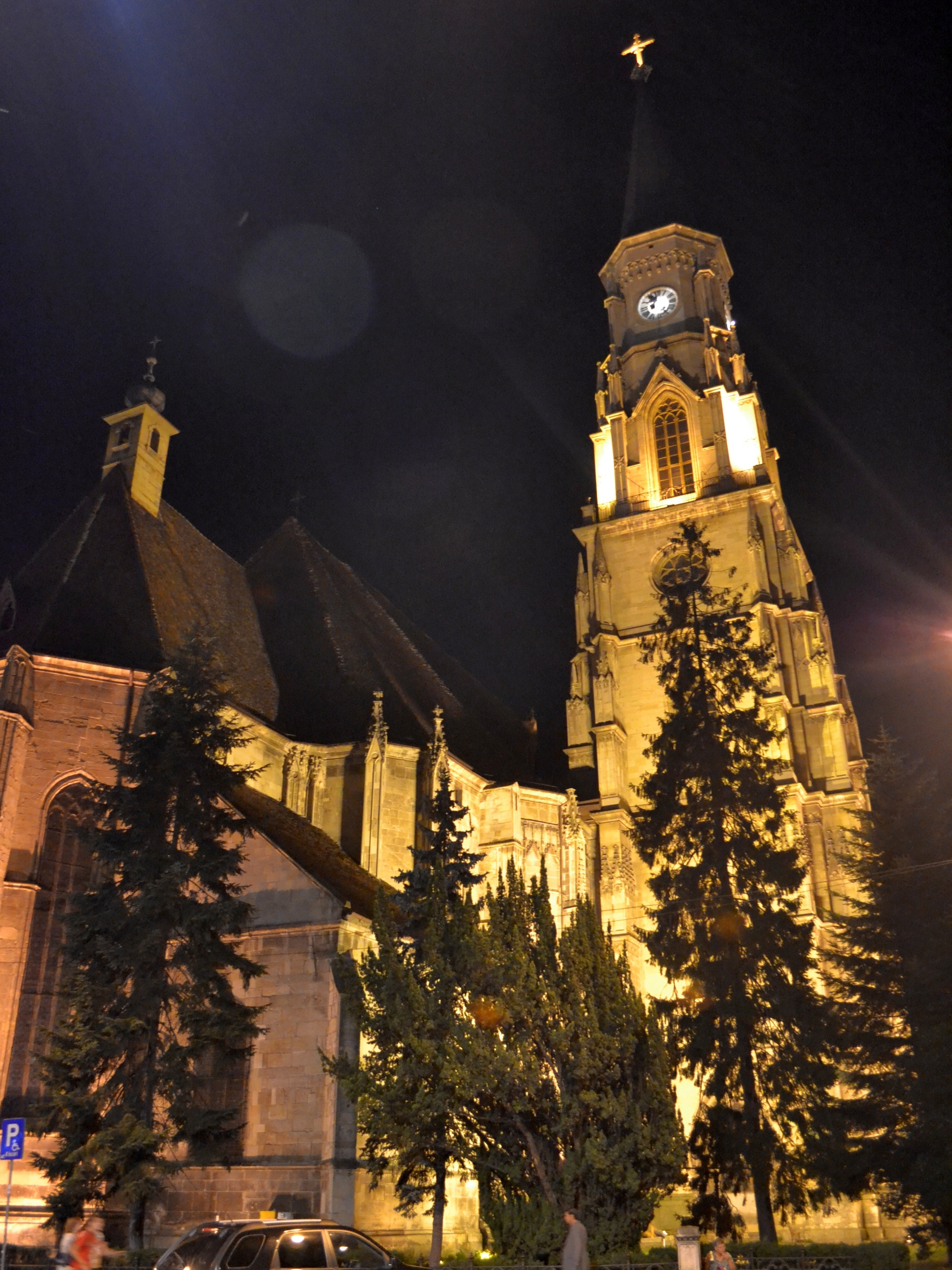
Nocą
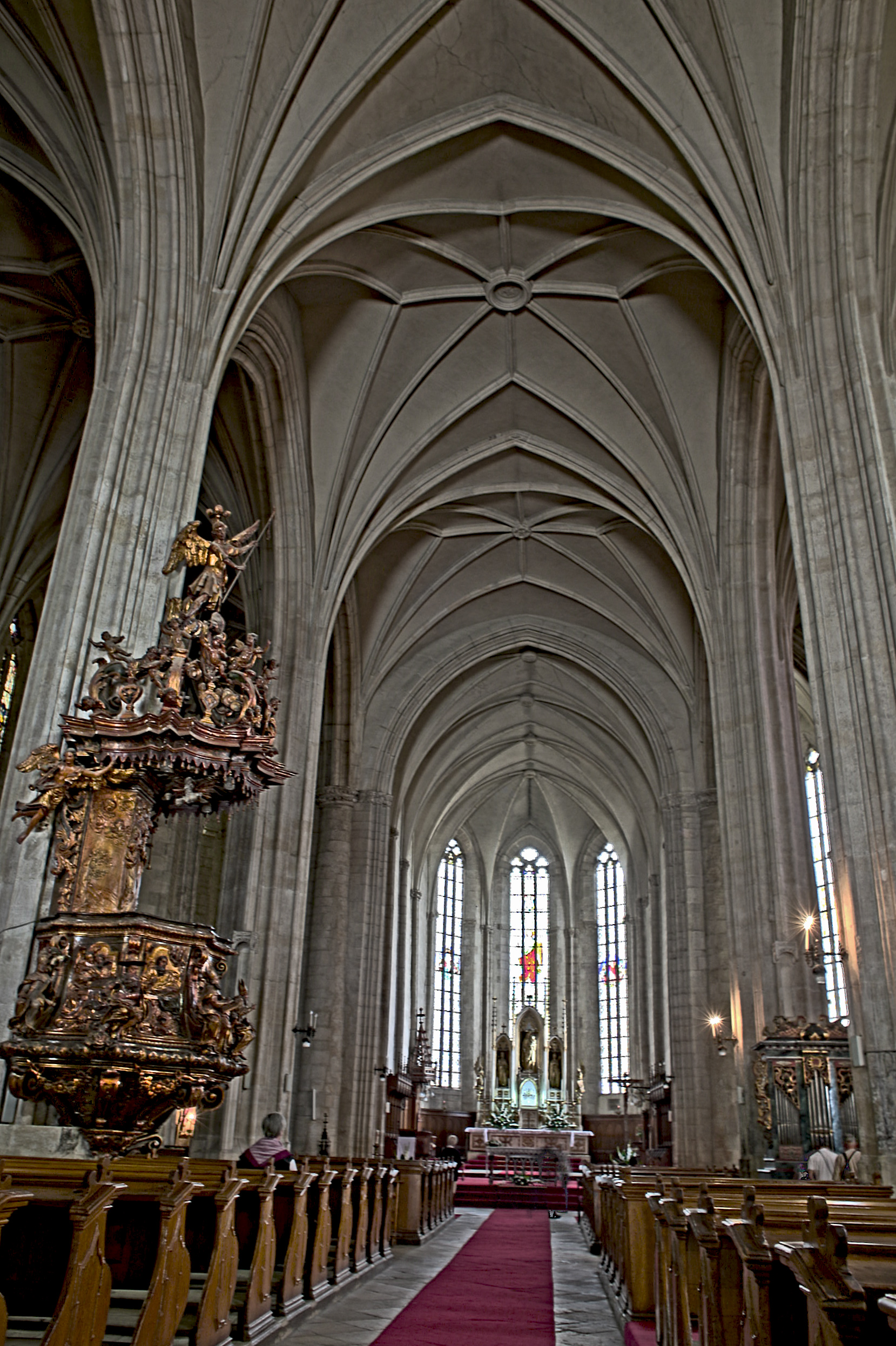
Wnętrze - Nawa główna
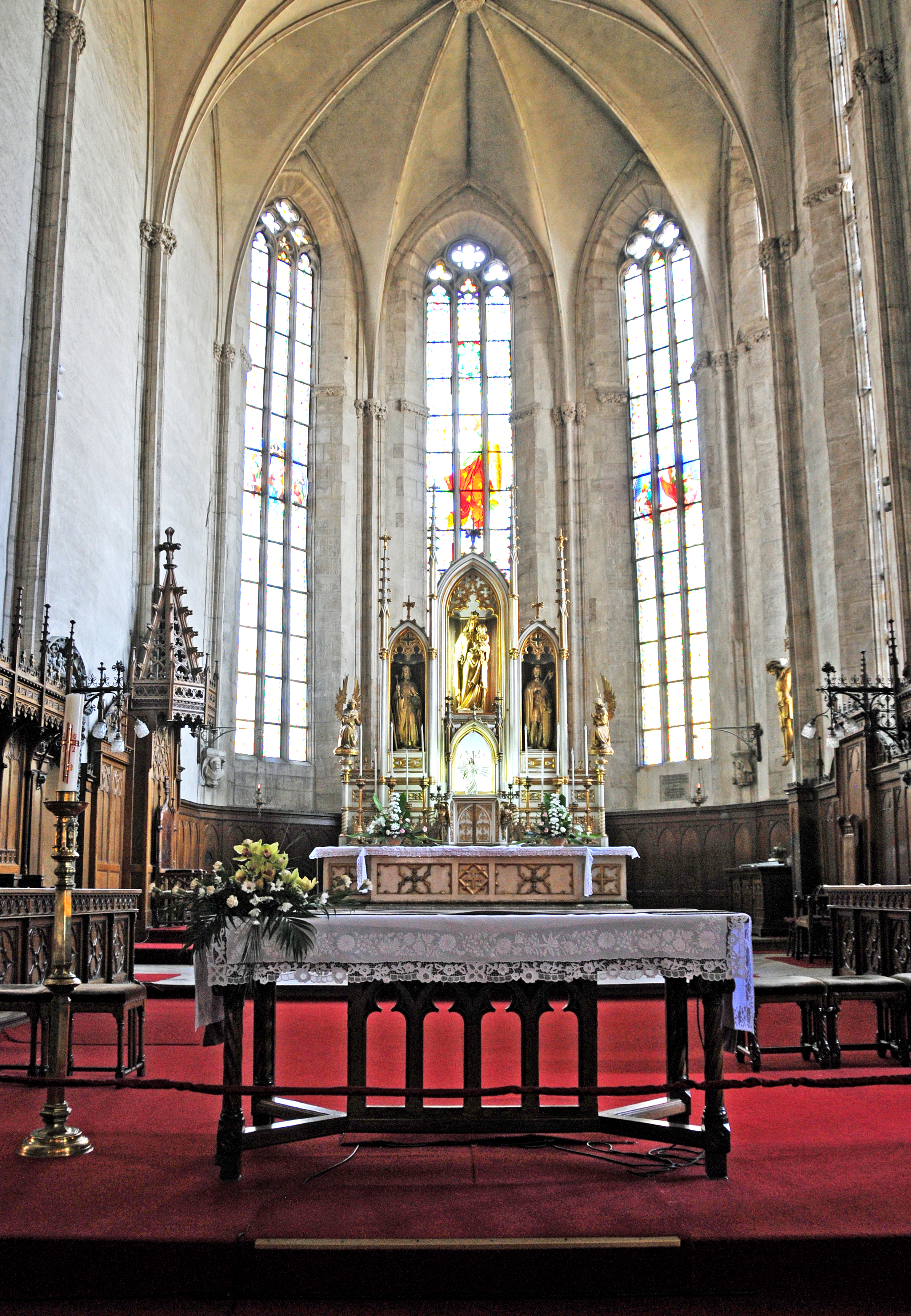
Prezbiterium
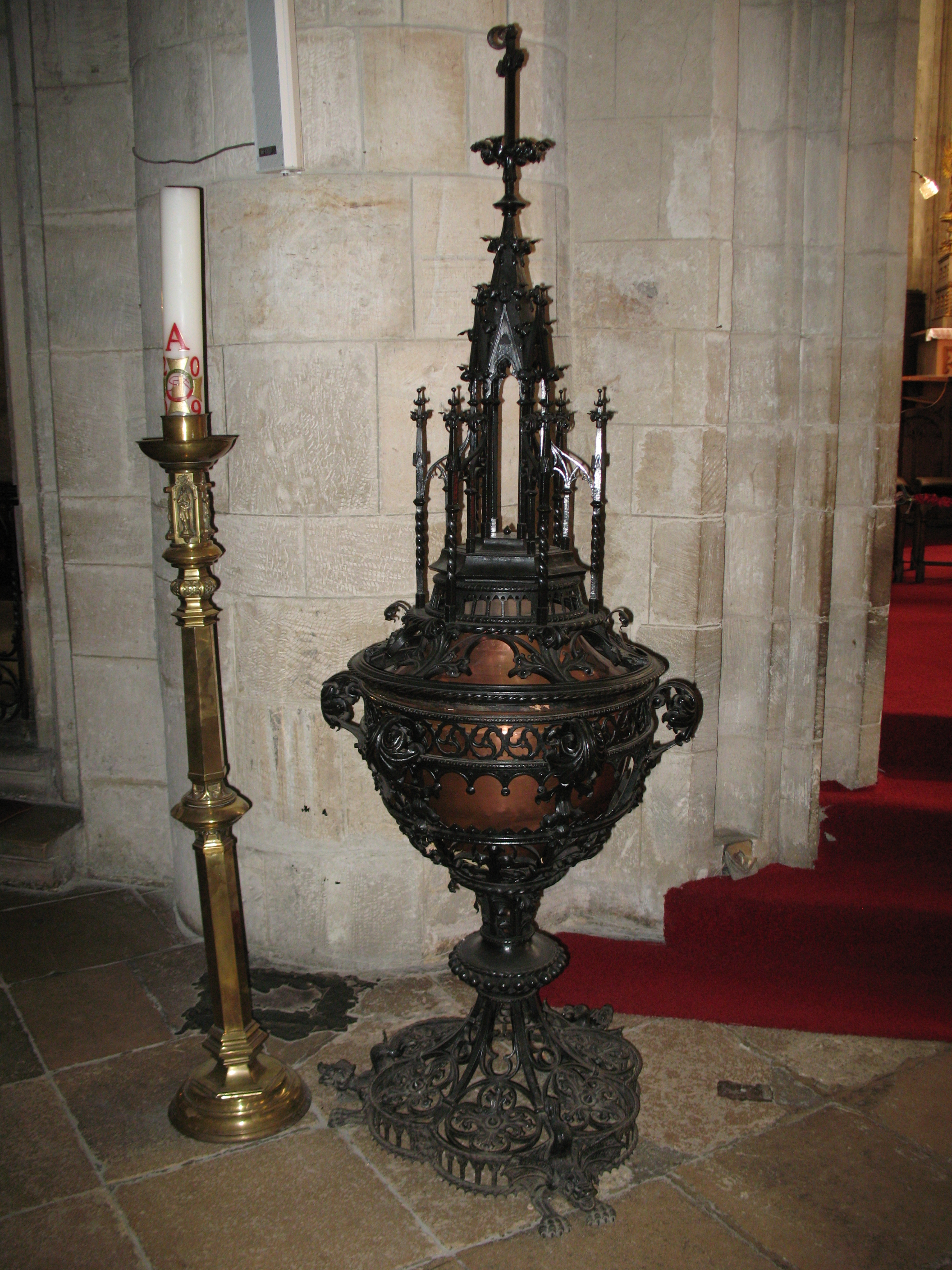
Neogotycka chrzcielnica